# Família Ostrogski
A Casa de Ostrogski (em polonês/polaco:  Ostrogscy   , em lituano:  Ostrogiškiai, em ucraniano:  Острозькі   - Ostroz'ki) foi uma das famílias mais proeminentes no Reino da Polônia, no Grão-Ducado da Lituânia e na Comunidade Polaco-Lituana. A família abrangeu desde o nobre ruteno do século XIV Daniil Ostrogski até os membros poloneses do século XVII. Após a morte de Janusz Ostrogski, o último herdeiro do sexo masculino, a maioria dos bens da família passou para a família Zasławski.

## História

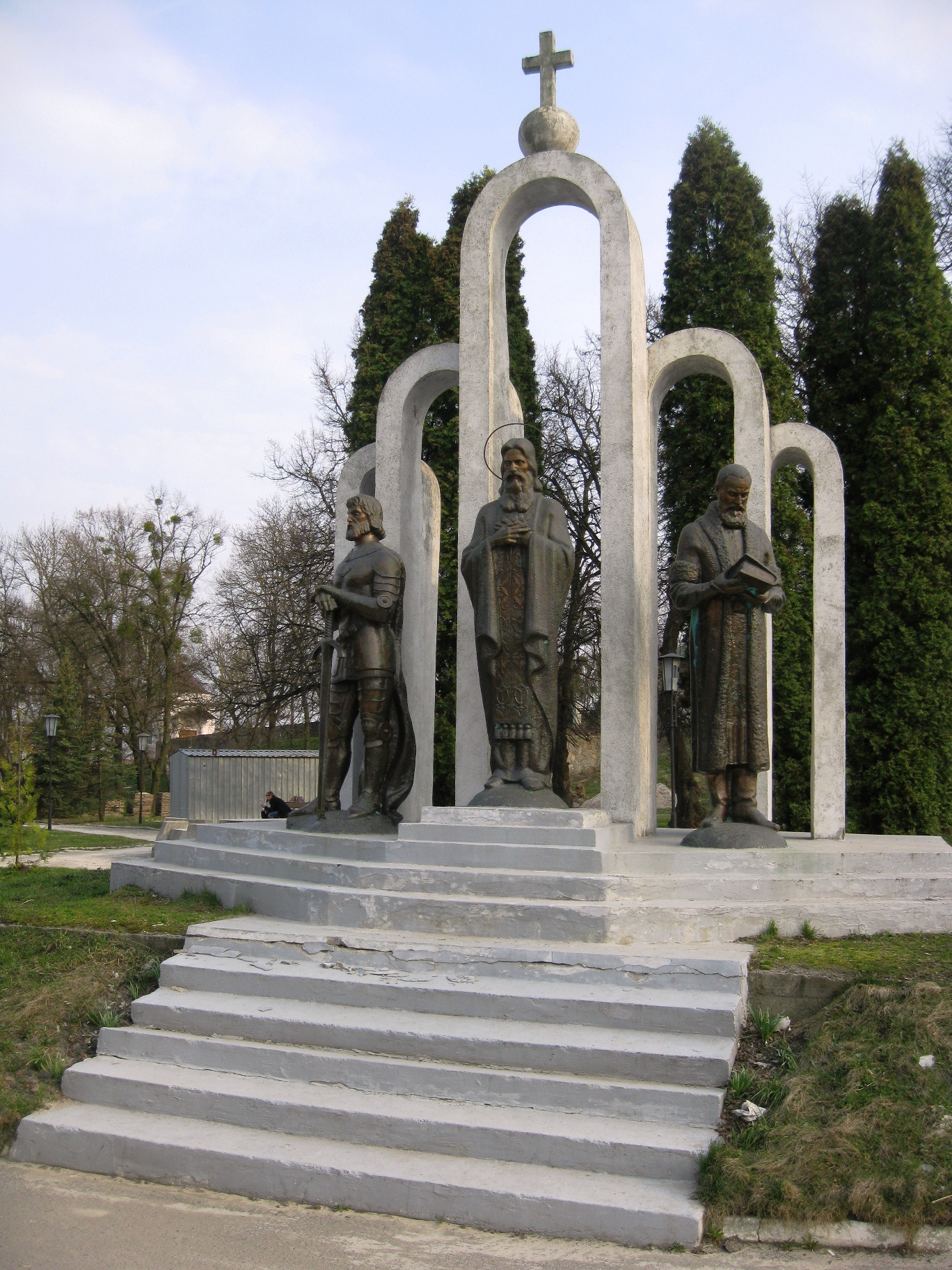
Monumento aos príncipes: Konstanty Ostrogski,Feodor Ostrogski,
Konstanty Wasyl Ostrogski.

A família Ostrogski era provavelmente de origem Rurikid e descendente de Sviatopolk II de Kiev. Alguns estudiosos, no entanto, afirmam que sua descendência é da linha Galicia-Volhynia da dinastia Rurikid. Vasilko Romanovich (c.1256-1282), Príncipe de Slonim, pode ter sido avô do Príncipe Daniel Ostrogski. O provável progenitor desta família foi o príncipe Danylo Dmytrovych (ou Danylo Wasilijewicz), que recebeu Ostroh de Liubartas, rei da Galiza-Volínia e filho do grão-duque da Lituânia Gediminas. Seu filho, o príncipe Feodor Danilovich Ostrogski, era um defensor do rei Jagiello, que em 1386 o confirmou na posse do Castelo de Ostroh e nomeou governador da Volhynia em 1387. Além de Ostrog Feodor Danilovich Ostrogski tornou-se proprietário de Korets, Zaslav (Izyaslav, no atual Khmelnytskyi Oblast, Ucrânia), e outras cidades. Em algumas crônicas Feodor é chamado Dux Fethko de Ostrog. Seus domínios em Volynia, Galiza e Podolia incluíam 24 cidades, 10 townlets e mais de 100 aldeias.

As posses de Ostrogski são marcadas em rosa

O mais notável entre os descendentes de Feodor foi o Grande Hetman da Lituânia, Príncipe Konstanty Ostrogski, que derrotou Moscóvia na Batalha de Orsha (1514) e seu filho Konstanty Wasyl Ostrogski (ou Konstantin Konstantinovich Ostrozhski). Ao contrário de outros magnatas rutenos, os Ostrogskis se recusaram a desistir da Ortodoxia Oriental pelo Catolicismo Romano, apesar da pressão cultural que levou à polonização da nobreza rutena. Por várias gerações os Ostrogskis apoiaram a religião de seus antepassados, abrindo escolas, imprimindo livros em língua rutena com cirílico como a "Bíblia Ostrog" (escrito por Ivan Fedorov) e fazendo generosas contribuições de caridade para a construção das igrejas ortodoxas no região.
O último membro masculino da família foi Janusz Ostrogski (m. 1620); a última mulher foi Anna Alojza Ostrogska (1600–54), casada com o Grande Hetman Jan Karol Chodkiewicz. Quando uma linhagem júnior da família (príncipes Zasławski ou Zasławski-Ostrogowski) que herdou a fortuna Ostrogoski foi extinta em 1682 (com a morte de Aleksander Janusz Zasławski), suas enormes posses passaram para a família Lubomirski (devido ao seu casamento com a irmã de Aleksander, Teofilia Ludwika Zasławska) e outras famílias de szlachta polonesas. Um complicado litígio sobre a herança Ostrogski continuou até que o Império Russo anexou a Polônia durante as Partilhas.

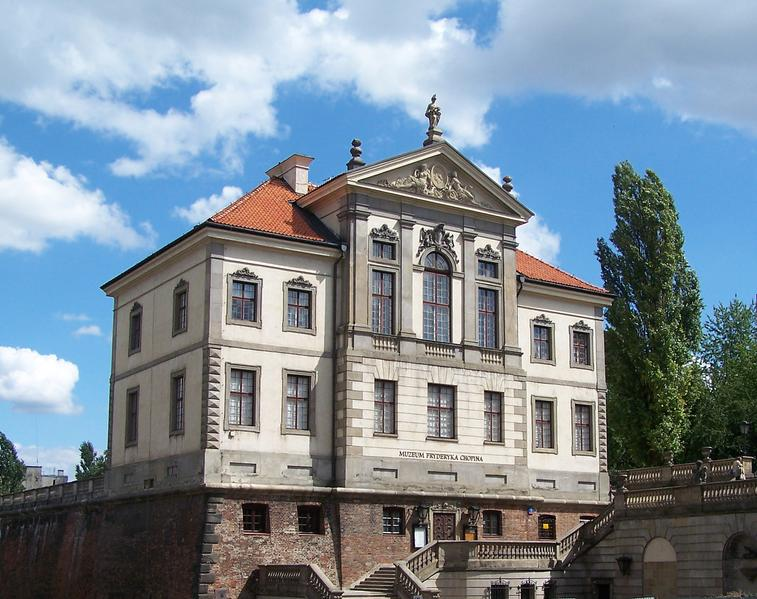
Palácio Ostrogski em Varsóvia, Polônia.

## Familiares notáveis
- Daniil Ostrogski (? - depois de 1366), ancestral da casa Ostrogski.
- Feodor Ostrogski (1360–1446), governador da Volínia.
- Konstanty Ostrogski (1460–1530) - Hetman da Comunidade Polaco-Lituana.
- Ilia Ostrogski (1510–1539), estrela de Braclaw
- Elizaveta Ostrogska (1539–1582)
- Konstanty Wasyl Ostrogski (1526–1608), marechal da Volínia e voivoda da voivodia de Kiev.
- Janusz Ostrogski (1554–1620), voivoda da voivodia da Volhynian e castelão de Cracóvia.
- Aleksander Ostrogski (1571–1603), voivoda da voivodia da Volínia.
- Aleksander Janusz Zasławski-Ostrogski (c.1650 - 1682), último duque Ostrogski-Zasławski.
- Władysław Dominik Zasławski-Ostrogski (c.1616-1656), voivoda da voivodia de Sandomierz.
- Zofia Ostrogska (1595–1662), casou-se com Stanisław Lubomirski.
- Anna Alojza Ostrogska (1600–1654), casou-se com Jan Karol Chodkiewicz.
- Katarzyna Ostrogska (1602–1642), casou-se com Tomasz Zamoyski.
- Teofilia Ludwika Zasławska (1650–1709), casou-se com Dymitr Jerzy Wiśniowiecki, então Józef Karol Lubomirski.
- Katarzyna Ostrogska (1560–1579), casou-se com Krzysztof Mikołaj "o Raio" Radziwiłł.